# ジョージ・ケナン
ジョージ・フロスト・ケナン（英: George Frost Kennan、1904年2月16日 - 2005年3月17日）は、アメリカ合衆国の外交官、政治学者、歴史家。現実主義者の知識人。1940年代から1950年代末にかけてアメリカの外交政策を立案し、ソ連の封じ込めを柱とするアメリカの冷戦政策を主導した。プリンストン高等研究所名誉教授。ピューリツァー賞受賞。
大叔父に、探検家、作家で同姓同名のジョージ・ケナン（1845年 - 1924年）がいる。

## 経歴
ウィスコンシン州ミルウォーキーでコシュート・ケナンおよびフローレンス・ジェームズ・ケナン夫妻の間に生まれた。寄宿学校のセントジョンズ陸軍士官学校を経て、1925年、プリンストン大学卒業。ロースクール進学を希望していたが高額な学費により諦め、国務省外務局に志望を変更する。
同年、国務省入省。初任地はジュネーヴで、1927年にハンブルク、1928年にタリンに転勤。翌年バルト海沿岸共和国担当の三等書記官として任命された。1931年にはノルウェー人のアネリーズ・ゾーレンセンと結婚し、同年国務省のソ連研究の一部としてベルリンでロシア語と文化について学び始めた。のちにはドイツ語、フランス語、ポーランド語、チェコ語、ポルトガル語、ノルウェー語も習得した。
1933年にモスクワのアメリカ大使館が業務を再開すると、ウィリアム・ブリット駐ソ大使と共に1937年まで勤務した。翌年は本国勤務、その翌年プラハ、続いてベルリンのアメリカ大使館勤務となる。1940年にはサムナー・ウェルズの第一秘書として平和的決着の支援を行った。ナチス・ドイツがアメリカ合衆国に宣戦布告したときはベルリンで数ヶ月間抑留され、1942年5月に帰国した。
第二次世界大戦中は、駐ポルトガルのアメリカ事務所代表を務め、ヨーロッパ諮問委員会への代表団の一員であった。1944年には代理大使としてモスクワのアメリカ大使館に再赴任した。
ダグラス・マッカーサーに関しては、「日本社会を共産主義の政治的圧力に対して脆弱にさせる」と危ぶんでおり、1967年の回顧録においても、米国でのマッカーサー人気も念頭に「政府の家父長主義に抵抗する米国人が、外国で米国人司令官が立法府の制約も受けず、独裁的権力を振るうのを称賛していた」と書き残している。
1946年には、本国に送った通称「長文電報」でソ連の行動を分析した。この「長文電報」は、トルーマン政権内で回覧され、アメリカの冷戦外交の基本方針となる「封じ込め」政策につながった。ケナンは、ジョージ・マーシャル国務長官によって国務省に新設された政策企画本部の初代本部長に抜擢された。
「X」という匿名で同様の内容を記した「ソ連の行動の源泉」を『フォーリン・アフェアーズ』1947年7月号に発表（「X論文」）。しかし東西対立の激化に伴って、「封じ込め」政策が次第にグローバル化、また軍事化することに憂慮を抱き、政権の主流派と見解を異にするようになった。ケナンがアメリカの対外政策の形成に大きな役割を果たしたのは、ジョージ・マーシャルが国務長官に在職し、ケナンを重用した、1947-48年の2年間とされる。1949年にディーン・アチソンが国務長官になってからは、ケナンの影響力は低下した。1950年、本部長のポストをポール・ニッツェに譲る。1952年に駐ソ連大使としてモスクワに赴任するが、10月にベルリンに於いてナチス・ドイツとソ連を比較した発言によってソ連からアグレマンを取り消されペルソナ・ノン・グラータの宣告を受けた。これによりソ連大使を解かれ、翌1953年には国務省も辞職し1974年までプリンストン高等研究所にて学究生活を送った。1961年から1963年までユーゴスラヴィア駐在大使を務めた。1964年6月には国際文化会館の招きで来日し講演を行った。
2005年3月17日に101歳でニュージャージー州プリンストンで死去。グレース、ジョアン、ウェンディおよびクリストファーの4子があった。

## 賞歴
- 1957年、「Russia Leaves the War」でピューリッツァー賞（歴史部門）
  - 他にバンクロフト賞（コロンビア大学）、第8回全米図書賞（ノンフィクション部門）、第1回フランシス・パークマン賞（英語版）
- 1968年、「Memoirs 回顧録」でピューリッツァー賞 伝記部門
- 1981年、アルバート・アインシュタイン平和賞
- 1982年、ドイツ書籍協会平和賞
- 1984年、アメリカ芸術文化アカデミーで歴史部門メダル
- 1989年、大統領自由勲章（Presidential Medal of Freedom ）受章

## 著書
- Russia and the United States, (Overbrook Press, 1950).
- American Diplomacy, 1900-1950, (University of Chicago Press, 1951).
  - 近藤晋一・飯田藤次訳『アメリカ外交50年』（岩波書店「岩波現代叢書」, 1952年、新版1984年）
- Realities of American Foreign Policy, (Princeton University Press, 1954).
- Soviet-American Relations 1917-1920, 2 vols., (Princeton Univsersity Press, 1956-1958).
  - Russia Leaves the War, Volume I.
  - The Decision to Intervene, Volume II.
    - 村上光彦訳『ソヴェト革命とアメリカ――第一次大戦と革命 1』（みすず書房「現代史双書」, 1958年）
- Russia, the Atom and the West, (Oxford University Press, 1958).
  - 長谷川才次訳『ロシア・原子・西方――リース卿記念講演』（時事通信社「時事新書」, 1958年）
- Russia and the West under Lenin and Stalin, (Little, Brown, 1960).
  - 川端末人・尾上正男・武内辰治訳『レーニン・スターリンと西方世界――現代国際政治の史的分析』（未來社, 1970年、新版1983年）
- On Dealing with the Communist World, (Harper & Row, 1964).
  - 高橋正訳『共産世界とどうつき合うか――新時代の東西関係』（弘文堂, 1964年）、新書判
- 『アメリカ外交の基本問題』（松本重治編、岩波書店、1965年）

日本での講演、関連論考の全5編、訳者は蝋山道雄、鶴見良行、細谷千博
- Memoirs, 2 vols., (Little, Brown, 1967).
  - 清水俊雄・奥畑稔訳『ジョージ・F・ケナン回顧録――対ソ外交に生きて』（読売新聞社（上・下）, 1973年／中公文庫（全3巻、解説西崎文子）, 2016-2017年）
- Democracy and the Student Left, (Hatchinson, 1968).
- From Prague after Munich: Diplomatic Papers, 1938-1940, (Princeton University Press, 1968).
- The Marquis de Custine and his Russia in 1839, (Princeton University Press, 1971).
- The Cloud of Danger: Current Realities of American Foreign Policy, (Little, Brown, 1977).
  - 秋山康男訳『危険な雲』（朝日イブニングニュース社, 1979年）
- Soviet Foreign Policy, 1917-1941, (Greenwood Press, 1978).
- The Decline of Bismarck's European Order : Franco-Russian Relations, 1875-1890, (Princeton University Press, 1979).
- The Nuclear Delusion: Soviet-American Relations in the Atomic Age, (Pantheon Books, 1982).
  - 佐々木坦・佐々木文子訳『核の迷妄』（社会思想社, 1984年）
- The Fateful Alliance: France, Russia, and the Coming of the First World War, (Pantheon Books, 1984).
- American Diplomacy, Expanded ed., (University of Chicago Press, 1984). 増補版
  - 近藤晋一・飯田藤次・有賀貞訳『アメリカ外交50年』（岩波書店, 1986年／岩波同時代ライブラリー, 1991年／岩波現代文庫, 2000年）
- Sketches from a Life, (Pantheon Books, 1989).
- Around the Cragged Hill: A Personal and Political Philosophy, (W. W. Norton, 1993).
  - 関元訳『20世紀を生きて――ある個人と政治の哲学』（同文書院インターナショナル, 1994年／中央公論新社〈中公クラシックス、解説佐々木卓也〉, 2015年）
- At A Century's Ending: Reflections, 1982-1995, (W. W. Norton, 1996).

## ケナンに関する評伝・研究
- Barton Gellman, Contending with Kennan: Toward a Philosophy of American Power, (Praeger, 1984).
- John Lamberton Harper, American Visions of Europe: Franklin D. Roosevelt, George F. Kennan, and Dean G. Acheson, (Cambridge University Press, 1994).
- Walter L. Hixson, George F. Kennan: Cold War Iconoclast, (Columbia University Press, 1989).
- Kenneth M. Jensen (ed.), Origins of the Cold War: The Novikov, Kennan, and Roberts "Long Telegrams" of 1946, (Rev. ed., U.S. Institute of Peace, 1993).
- John Lukacs, George Kennan: a Study of Character, (Yale University Press, 2007).  
  - ジョン・ルカーチ 『評伝　ジョージ・ケナン』 菅英輝訳（法政大学出版局, 2011年8月）
- John Lewis Gaddis（ジョン・ルイス・ギャディス）, George F. Kennan: An American Life,（Penguin Press, 2011).
- David Mayers, George Kennan and the Dilemmas of US Foreign Policy, (Oxford University Press, 1988).
- Wilson D. Miscamble, George F. Kennan and the Making of American Foreign Policy, 1947-1950, (Princeton University Press, 1992).
- Richard L. Russell, George F. Kennan's Strategic Thought: the Making of an American Political Realist, (Praeger, 1999).
- Anders Stephanson, Kennan and the Art of Foreign Policy, (Harvard University Press, 1989).
- 佐々木卓也 『封じ込めの形成と変容――ケナン、アチソン、ニッツェとトルーマン政権の冷戦戦略』（三嶺書房, 1993年）
- 鈴木健人 『「封じ込め」構想と米国世界戦略――ジョージ・F・ケナンの思想と行動、1931年-1952年』（渓水社, 2002年）
- 『外交フォーラム』都市出版、2006年2月号「特集 歴史から外交を考える――ケナンが残した教訓」